# Powerstroke
Powerstroke est un groupe belge de thrash metal, originaire de la Région flamande.

## Histoire
Powerstroke est formé en 2008. En tant que vainqueur de la Metal Battle Belgium 2011, Powerstroke joue au Wacken Open Air en 2011. Quatre ans plus tard, ils remportent un autre concours qui leur assure ensuite une place au Graspop Metal Meeting 2015. La même année, ils jouent également au Antwerp Metal Fest. Parmi les autres activités de tournée, on trouve notamment des concerts avec Body Count et Pro-Pain.
Powerstroke sort son premier album studio, Once... We Were Kings, en 2009 au label Alcatraz Music. Le groupe sort un album tous les deux ans jusqu'en 2020, le dernier étant The Path Against All Others. En juin 2023, le groupe sort le clip de son single Show Me A Sign, annonce un mini-album, et une tournée avec Evil Dead. L'album, intitulé Diamonds Made of Scars, est publié le 10 octobre 2023 sur toutes les plateformes numériques.

## Style musical
L'étiquette musicale utilisée pour le troisième album est groove metal. Pour le cinquième album, Omissa, sorti en 2018, les références sont entre autres Fear Factory, DevilDriver, Sick of It All et Pro-Pain.

## Discographie
- 2009 : Once... We Were Kings (Alcatraz Music)
- 2012 : Awaken the Beast (Ultimhate Records)
- 2014 : In for a Penny, In for a Pound (Mighty Music)
- 2016 : Done Deal (Spinal Records)
- 2018 : Omissa (Bret Hard Records)
- 2020 : The Path Against All Others
- 2023 : Diamonds Made of Scars